# 尋常
| ウィキペディアには「尋常」という見出しの百科事典記事はありません（タイトルに「尋常」を含むページの一覧/「尋常」で始まるページの一覧）。 代わりにウィクショナリーのページ「尋常」が役に立つかもしれません。 |